# کریس دافی (بازیکن فوتبال، زاده۱۹۷۳)
کریس دافی (انگلیسی: Chris Duffy؛ زادهٔ ۳۱ اکتبر ۱۹۷۳) بازیکن فوتبال اهل بریتانیا است.
از باشگاه‌هایی که در آن بازی کرده‌است می‌توان به باشگاه فوتبال ویگان اتلتیک اشاره کرد.
وی همچنین در تیم ملی فوتبال England C بازی کرده‌است.